# Michael Musyoki
Michael Musyoki (28 maggio 1956) è un ex maratoneta e mezzofondista keniota.

## Palmarès
- Giochi olimpici

Los Angeles 1984: bronzo nei 10000 metri.
- Giochi panafricani

Algeri 1978: argento nei 5000 metri, argento nei 10000 metri.

## Campionati nazionali
1984
- 4º ai campionati kenioti nei 10000 m

## Altre competizioni internazionali
1981
- Oro alla Mezza maratona di Las Vegas ( Las Vegas) - 1h02'07"
- Oro alla Crescent City Classic ( New Orleans) - 27'55"

1982
- Oro alla Mezza maratona di Philadelphia ( Philadelphia) - 1h01'36"
- Oro alla Gasparilla Distance Classic ( Tampa), 15 km - 43'09"
- Oro alla Cascade Run Off ( Portland), 15 km - 43'11"
- Oro alla Gate River Run ( Jacksonville), 15 km - 43'33"
- Oro alla Crescent City Classic ( New Orleans) - 27'49"
- Argento alla Peachtree Road Race ( Atlanta) - 28'22"
- Bronzo alla RevCo Cleveland ( Cleveland) - 28'25"
- Bronzo alla Race of the Americas ( Miami) - 28'39"

1983
- Oro alla Mezza maratona di Philadelphia ( Philadelphia) - 1h02'49"
- Oro alla Chicago Distance Classic ( Chicago), 20 km - 1h01'24"
- Oro alla Cascade Run Off ( Portland), 15 km - 42'27"
- Bronzo alla Gasparilla Distance Classic ( Tampa), 15 km - 43'27"
- Argento alla Run Against Crime ( El Paso), 15 km - 44'14"
- Oro alla Peachtree Road Race ( Atlanta) - 28'22"
- Bronzo alla Crescent City Classic ( New Orleans) - 28'24"
- 14º alla Race of the Americas ( Miami) - 29'18"
- 7º alla Nordstrom International ( Portland) - 30'06"

1984
- Bronzo alla San Blas Half Marathon ( Coamo) - 1h05'35"
- Argento alla Gasparilla Distance Classic ( Tampa), 15 km - 42'57"
- Argento alla Crescent City Classic ( New Orleans) - 27'30"
- Oro alla Pro Comfort Finals ( Honolulu) - 28'14"
- Argento alla Metrochallenge ( Phoenix) - 28'57"

1985
- Bronzo alla Maratona di Columbus ( Columbus) - 2h17'36"
- Argento alla Mezza maratona di Philadelphia ( Filadelfia) - 1h00'57"
- Oro alla Cascade Run Off ( Portland), 15 km - 42'48"
- 25º alla Gasparilla Distance Classic ( Tampa), 15 km - 45'17"
- Oro alla Peachtree Road Race ( Atlanta) - 27'58"
- Oro alla RevCo Cleveland ( Cleveland) - 28'10"
- 16º alla Orange Bowl ( Miami) - 30'21"

1986
- 4º alla Maratona di Chicago ( Chicago) - 2h10'30"
- Oro alla Great North Run ( Newcastle upon Tyne) - 1h00'43"
- Argento alla San Blas Half Marathon ( Coamo) - 1h04'51"
- Bronzo alla Cascade Run Off ( Portland), 15 km - 43'30"
- Argento alla Peachtree Road Race ( Atlanta) - 28'00"
- Oro alla RevCo Cleveland ( Cleveland) - 28'31"
- 4º alla Carlsbad 5000 ( Carlsbad), 5 km - 13'35"

1987
- 4º alla RevCo Cleveland ( Cleveland) - 28'58"

1988
- 33º alla Maratona di Chicago ( Chicago) - 2h24'20"
- 13º alla Gate River Run ( Jacksonville), 15 km - 44'29"

1989
- 7º alla Mezza maratona di Philadelphia ( Philadelphia) - 1h03'48"
- Bronzo alla Mezza maratona di San Diego ( San Diego) - 1h04'54"
- 18º alla Tulsa Run ( Tulsa), 15 km - 44'38"

1990
- 8º alla Mezza maratona di Philadelphia ( Philadelphia) - 1h03'12"
- 8º alla Tulsa Run ( Tulsa), 15 km - 44'35"
- 11º alla Cascade Run Off ( Portland), 15 km - 44'42"
- 9º alla Crescent City Classic ( New Orleans) - 29'13"

1991
- 5º alla Mezza maratona di Philadelphia ( Philadelphia) - 1h04'13"

1992
- 12º alla Mezza maratona di Philadelphia ( Philadelphia) - 1h04'25"